# 구지성
구지성(具智星, 1983년 1월 7일 ~ )은 대한민국의 레이싱 모델 출신 배우이다.

## 경력

### 에이빙모델 경력
- 2005년 서울 모터쇼 기아자동차 포즈모델
- 2006년 부산 국제 모터쇼 인피니티 포즈모델
- 2007년 서울 모터쇼 혼다 포즈모델
- 2008년 부산 국제 모터쇼 GM대우 포즈모델
- 2009년 서울 모터쇼 GM대우 포즈모델
- 2010년 영상기자재전시회 삼성 NX-10 포즈모델

### 레이싱모델 경력
- 2006년 기아자동차 레이싱 팀 전속
- 2007년 ~ 2009년 GM대우 레이싱 팀 전속

### 방송 경력
- 2007년 ~ 2008년 《해피 게임 통신》 (MBC GAME)
- 2008년 ~ 2009년 《ENG》 (MBC GAME)
- 2008년 ~ 2009년 《MT왕》 (MBC DRAMA)
- 2009년 《스친소》 (MBC)
- 2009년 《장병가요베스트》(국군방송)
- 2009년 ~ 2010년 《즐거운 가요》 (교통방송)
- 2013년 ~ 2014년 《월드챌린지 프로젝트 우리가 간다》 (SBS)

### 드라마 출연
- 2010년 《대물》(SBS) - 박미영('하도야 검사'의 비서) 役

### 영화 출연
- 2012년 《공모자들》 - 매표소 여직원(단역) 役
- 2013년 《꼭두각시》 - 현진(주연) 役
- 2014년 《녀녀녀》 - 하은(주연) 役
- 2015년 《터치 바이 터치》 - 선미(주연) 役

### 기타
- 2008년 아주자동차대학교 레이싱모델학과 교수 임용
- 2010년 서울예술전문학교 방송연예학부 모델학과 교수 임용[1]
- 2010년 데프콘 4집 'Macho Museum' - 타이틀곡 '래퍼들이 헤어지는 방법' 피쳐링[2]
- 2011년 일밤 오늘을 즐겨라 록 프로젝트 - 2번 트랙 '희망가' 김현철과 부름, “완벽했다. 그동안 가장 돋보인 무대다”라는 평가와 함께 38점을 얻고 최종 우승[3]
- 2011년 구지성의 나쁜 남자 - 타이틀곡 '구지성의 나쁜 남자' 피쳐링 케이준[4]

## 수상
- 2007년 레이싱모델어워드 기자가 뽑은 최고의 모델상
- 2007년 디카모델 어워즈 올해의 레이싱모델
- 2009년 아시아 모델 페스티벌 어워드 레이싱모델상